# Sint-Nepomucenuskapel (Thorn)
De Sint-Nepomucenuskapel is een kapel in Thorn in de Nederlandse gemeente Maasgouw. De kapel staat op de hoek van de straten Lindepad en Kruisweg in het westen van het dorp.
Op ongeveer 850 meter naar het noordwesten staat de Sint-Hubertuskapel, op ongeveer 600 meter naar het noorden de Loretokapel, op ongeveer 375 meter naar het noordoosten de Sint-Annakapel, op ongeveer 500 meter naar het oosten de Sint-Ansfriedkapel, op ongeveer 475 meter naar het zuidoosten de Sint-Jobkapel en op ongeveer 650 meter naar het zuiden de Sint-Jacobuskapel.
De kapel is gewijd aan de heilige Johannes Nepomucenus.

## Geschiedenis
In 1742 werd de oude kapel gebouwd op de tweesprong Casino-Wilhelminalaan en leek toen veel op de Sint-Annakapel.
Omstreeks 1900 werd de kapel afgebroken met de aanleg van een trambaan.
Een nieuwe Sint-Nepomucenuskapel bouwde men aan het Lindepad.
Op 6 juni 2010 werd de kapel, na een restauratie, opnieuw ingezegend.

## Bouwwerk
De wit geschilderde bakstenen kapel is opgetrokken op een rechthoekig plattegrond met aan de achterzijde een lage halfronde apsis en wordt gedekt door een verzonken zadeldak met leien. In de beide zijgevels is een bloktandlijst aangebracht en bevinden zich elk drie spitsboogvensters met glas-in-lood, waarbij de voorste lager doorloopt. De achtergevel en frontgevel zijn een puntgevel met verbrede aanzet en schouderstukken, met op de schouderstukken een pinakel. Op de top van de achtergevel bevindt zich een stenen kruis. Op de top van de frontgevel bevindt zich een klokkentorentje en op de hoeken van deze gevel zijn er overhoekse steunberen geplaatst. In de frontgevel is de spitsboogvormige toegang aangebracht die wordt afgesloten met een spijlenhek, met links en rechts van de toegang een langwerpig spitsboogvenster en boven de ingang een gevelsteen met de naam van de kapel.
Van binnen is de kapel wit gestuukt en is ze opgedeeld in twee delen, waarbij het voorste deel ingericht is om te bidden en daarna een ijzeren hek de rest van de kapel afsluit. Tegen de achterwand is een barokaltaar geplaatst dat rijkelijk versierd is. In de nis van het het altaar staat een polychroom Nepomucenusbeeld.